# Nelkis Casabona
Nelkis Teresa Casabona González (ur. 12 maja 1984 w Matanzas) – kubańska lekkoatletka specjalizująca się w biegach sprinterskich. 
W 2009 bez powodzenia startowała na mistrzostwach Ameryki Środkowej i Karaibów. Dotarła do półfinału biegu na 200 metrów podczas mistrzostw świata w Daegu (2011). W tym samym roku startowała na igrzyskach panamerykańskich, na których zajęła 7. miejsce w biegu na 100 metrów, 5. miejsce na 200 metrów oraz była czwarta w sztafecie 4 × 100 metrów. Siódma zawodniczka biegu na 200 metrów podczas mistrzostw ibero-amerykańskich w Barquisimeto (2012). W tym samym roku reprezentowała Kubę na igrzyskach olimpijskich w Londynie, na których nie przeszła przez eliminacje biegu na 200 metrów. Medalistka mistrzostw kraju.

## Osiągnięcia
| Rok  | Impreza                                  | Miejsce      | Konkurencja             | Lokata     | Wynik |
| ---- | ---------------------------------------- | ------------ | ----------------------- | ---------- | ----- |
| 2009 | Mistrzostwa Ameryki Środkowej i Karaibów | Hawana       | bieg na 200 metrów      | eliminacje | 24,25 |
| 2011 | Mistrzostwa świata                       | Daegu        | bieg na 100 metrów      | eliminacje | 11,47 |
| 2011 | Mistrzostwa świata                       | Daegu        | bieg na 200 metrów      | półfinał   | 23,32 |
| 2011 | Igrzyska panamerykańskie                 | Guadalajara  | bieg na 100 metrów      | 7. miejsce | 11,56 |
| 2011 | Igrzyska panamerykańskie                 | Guadalajara  | bieg na 200 metrów      | 5. miejsce | 23,43 |
| 2011 | Igrzyska panamerykańskie                 | Guadalajara  | sztafeta 4 × 100 metrów | 4. miejsce | 43,97 |
| 2012 | Mistrzostwa ibero-amerykańskie           | Barquisimeto | bieg na 200 metrów      | 7. miejsce | 23,65 |
| 2012 | Igrzyska olimpijskie                     | Londyn       | bieg na 200 metrów      | eliminacje | 23,82 |

## Rekordy życiowe
- Bieg na 60 metrów (hala) – 7,33 (2011)
- Bieg na 100 metrów – 11,31 (2011)
- Bieg na 200 metrów – 22,97 (2011)

17 lutego 2012 roku Casabona weszła w skład kubańskiej sztafety 4 × 200 metrów, która ustanowiła rekord kraju na tym dystansie (1:35,50).